# (69287) Günthereichhorn
(69287) Gunthereichhorn, désignation internationale (69287) Günthereichhorn, est un astéroïde de la ceinture principale.

## Description
(69287) Gunthereichhorn est un astéroïde de la ceinture principale. Il fut découvert le 10 octobre 1990 à Tautenburg par Lutz Dieter Schmadel et Freimut Börngen. Il présente une orbite caractérisée par un demi-grand axe de 2,20 UA, une excentricité de 0,13 et une inclinaison de 5,1° par rapport à l'écliptique.

## Compléments